# Ford Model B (1904)
Ford Model B — туринговий автомобіль (англ. touring car), представлений американською компанією «Ford» у 1904 році.

## Особливості конструкції
Це була перша модель автомобіля Генрі Форда, де використовувалось переднє компонування двигуна: 24-сильний 4-циліндровий рядний двигун розташовувався в передній частині авто, позаду радіатора. Заводський колір темно-зелений.
Також у цій моделі використовували новий цілісний електричний акумулятор замість набірного з електрохімічних комірок, паливний бак місткістю 15 галонів, барабанні гальма задніх коліс, приводний вал головної передачі (замість ланцюгової передачі у моделі-попередника), помпову водяну систему охолодження, 32-дюймові колеса та правостороннє розташування керма.
З ціною у 2000 доларів США «Model В» була на той час топовим авто. Машина випускалась протягом трьох років, ціна на цю модель падала набагато повільніше, ніж на «Model C», яка знецінилась за цей період на третину. У подальшому, «Model В» було замінено у 1906 році на «Model K».
Всього на заводі «Ford Piquette Avenue Plant» у Детройті у 1904—1906 роках було випущено 500 штук авто цієї моделі.